# Гарнет, Джесси Гидеон
Джесси Гидеон Гарнет (англ. Jessie G. Garnett; род. 20 апреля 1897, Ливерпул, Новая Шотландия, Канада — 5 сентября 1976, Роксбери, Бостон, США) — канадско-американский стоматолог. Первая чернокожая женщина стоматолог в Бостоне и первая чернокожая женщина, окончившая Стоматологический факультет Университета Тафтса.

## Биография
Джесси Гидеон Гарнет родилась 20 апреля 1897 году в Ливерпуле, Новая Шотландия. Её отец умер ещё когда она была ребёнком. В возрасте одиннадцати лет переехала с двумя старшими сёстрами Лилиан и Энни и младшим братом Джоном в Бостон. Мать обеспечивала семью одна работая швеёй.
Изначально училась в средней школе для девочек, которую окончила 22 июня 1916 года. После окончиния школы под влиянием своих сестёр поступила в Университет Тафтса. В 1920 году окончила Школу стоматологической медицины университета Тафтса, став первой чернокожей женщиной окончившей школу, и единственной женщиной в своём выпускном классе.
При поступлении в стоматологическую школу, декан настаивал на том, что произошла ошибка. Но признав, что её правда приняли, сказал что в вузе ей придётся самой найти своих собственных пациентов, на что Гарнет ответила, что её устраивает такой расклад.

## Карьера
Гарнет открыла свой первый стоматологический кабинет на Тремонт-стрит, 795 — на пересечении с Камден-стрит в Нижнем Роксбери. Во время интервью 1973 года репортеру Globe Кармен Филдс она сказала ей, что первые годы практики были не очень хорошими.
«Дела шли медленно, и я слонялась по своему офису, входя и выходя из лаборатории, притворяясь, что занята», — сказала она. В конце концов, вошёл мужчина и спросил, не думает ли она, что сможет вырвать ему больной зуб. Гарнет ответила: «Хорошо, садитесь, и я попробую».
К 1922 году она переместила свой дом и по совместительству стоматологический кабинет в квартал на Колумбус-авеню, 612, где она с мужем оставалась до 1929 года.
Затем она переехала со своей семьей на Манро-стрит, 80 в Роксбери и построила офис позади своего дома. В 1969 году ушла на пенсию в связи с артритом рук.
Гарнет и шесть других чернокожих женщин с высшим образованием, в том числе Эдна Робинсон Браун, первая чернокожая женщина, практикующая стоматологию в Кембридже, встретились в доме Филлипса Брукса в кампусе Гарвардского университета в 1926 году, и учредили отделения женского общества Alpha Kappa Alpha Sorority.
Alpha Kappa Alpha, основанная в 1908 году в Университете Говарда, является старейшим национальным женским обществом в Соединённых Штатах, в котором преобладают чернокожие. В 1976 году отделение Psi Omega учредило докторскую степень Джесси Гарнет. На протяжении 90 лет это отделение занимается продвижением лидерских качеств среди афроамериканских женщин, поддержкой стипендией для многообещающих студенток.
Гарнетт был членом правления Freedom House, некоммерческой общественной организации в районе Гроув-Холл в Бостоне, и членом NAACP. Она также входила в советы Бостонской YMCA и конгрегационалистской церкви Святого Марка в Роксбери.
Джесси Гидеон Гарнет скончалась в церкви Святого Марка во время воскресной службы 5 сентября 1976 года в возрасте 79 лет.
Бывший дом и офис Гарнет на Манро-стрит, 80 были удостоены мемориальной доски Бостонской гильдии наследия в 2009 году и являются остановкой на Тропе женского наследия Бостона.

## Личная жизнь
В 1920 году Гарнет вышла замуж за Роберта Чарльза Гарнета, бостонского полицейского из пятого участка. Во время брака завели двое детей.